# Ommatius emarginatus
Ommatius emarginatus är en tvåvingeart som beskrevs av Scarbrough 1985. Ommatius emarginatus ingår i släktet Ommatius och familjen rovflugor. Inga underarter finns listade i Catalogue of Life.